# توموکازو یوشیدا
توموکازو یوشیدا (انگلیسی: Tomokazu Yoshida؛ زادهٔ ۹ ژوئیهٔ ۱۹۸۲) بازیگر، و صداپیشگی در ژاپن اهل ژاپن است.